# Anna Chancellor
Anna Theodora Chancellor (Richmond, London, 1965. április 27.) angol színpadi és filmszínésznő, az Asquith család tagja. Jelölték BAFTA-díjra és Laurence Olivier-díjra.

## Élete

### Származása, családi háttere
London egyik délnyugati kerületében, Richmondban született, előkelő brit arisztokrata családban. Apja John Paget Chancellor ügyvéd-jogtanácsos, Sir Christopher Chancellor (1904–1989) újságírónak, a Reuters hírügynökség korábbi igazgatójának fia. Anyja Mary Jolliffe, Lord William Jolliffe altábornagynak (1898–1967), Hylton grófjának leánya. A Chancellor család ősei skóciai földbirtokosok voltak, a család 1432 óta birtokolja Quothquan községet, South Lanarkshire megyében.
Nagybátyja Alexander Chancellor újságíró (1940–2017), a konzervatív Spectator magazin kiadója. Dédapja Raymond Asquith (1878–1916) ügyvéd-jogtanácsos, Herbert H. Asquith (1952–1928) liberális politikusnak, Nagy-Britannia miniszterelnökének legidősebb fia. Elsőfokú unokanővérei Dolly Wells (*1971) színésznő és Cecilia Chancellor (*1966) divatmodell, másodfokú unokanővére Helena Bonham Carter (*1966) színésznő.

Somersetben nevelkedett, majd egy dorseti katolikus bentlakásos leányiskolába,  a shaftesburyi St Mary′s Schoolba járt. Tizenhat éves korában megszökött az iskolából, és Londonba költözött. Ifjúságának következő, kicsapongó éveit későbbi interjúiban „meglehetősen vadnak” írta le. Beiratkozott a London Academy of Music and Dramatic Art színiiskolára. Húszéves kora körül összeállt Jock Scot (1952–2016) költővel, akitől 1988-ban Poppy Chancellor nevű leánya született, miközben még tanult a színiakadémián. Néhány év múlva szakított Scottal.

### Színészi pályája
Első filmes szerepét 1990-ben a British Sky Broadcasting (BSkyB) televízióban kapta, mint Mercedes Page a Jupiter Moon szappanoperában. A sorozatnak mind a 128 epizódjában szerepelt, annak 1996-os befejezésééig. Közben csinált egy reklámfilmet a Boddingtons sörgyár megrendelésére, majd egy mellékszerepben feltűnt az 1994-es Négy esküvő és egy temetés című film egyik fejezetében, mint a „Lópofi” (Duckface) Henrietta, Hugh Grant oldalán.
1995-1997 között a Kavanagh QC bűnügyi sorozat több évadában játszotta Julia Piper szerepét. A BBC televízió 1995-ös Büszkeség és balítélet című romantikus filmsorozatában ő volt Caroline Bingley. Charles McDougall rendező 1997-ben forgatott Szívet szívért c. pszichothrillerében Nicolát, a gázoló sofőrt alakította. A 2005-ös Galaxis útikalauz stopposoknak c. filmben Questular Rontok szerepét kapta. Ugyanebben az évben, 2005-ben bevették a BBC One által készített Kémvadászok (Spooks) c. tévésorozatba, itt 15 epizódon át játszotta Juliet Shaw szerepét. Szerepelt a The Vice c. bűnügyi sorozatban, mint orvosszakértő, a 2003-as Álmodozók c. filmben, mint lányos anya. A 2003-as A negyedik X tévésorozatban főszerepet játszott Hugh Laurie és Sheila Hancock mellett. 2006-2007-ben is főszerepet vitt a Halálos némberek című fekete komédiában. 2011-ben mellékszerepet (Lix Storm) játszott a BBC Emmy-díjas thriller-sorozatában, a The Hour-ban, alakításáért a legjobb női mellékszereplőnek járó BAFTA-díjra jelölték.
1997-ben Pam Gems író Stanley című romantikus színpadi vígjátékában nyújtott alakítássáért a legjobb női mellékszereplőnek járó Laurence Olivier-díjra jelölték. 2013-ban is jelölték a Laurence Olivier-díjra, Noël Coward rendező Private Lives című vígjátékában Amanda Prynne alakításáért.
Rendszeresen fellép színpadon is, klasszikus és kortárs színművekben. Játszott a londoni West Enden, az Oxford Playhouse-ban, a londoni Royal National Theatre-ben, a Hampstead Theatre-ben, a chichesteri Festival Theatre-ben, a londoni Gielgud Theatre-ben, a sohói Royal Court Theatre-ben, és a londoni National Theatre-ben.

### Jószolgálati munkája
Patronálja a Scene & Heard nevű londoni gyermekjóléti szervezetet.

## Főbb filmszerepei
- 2020-2022: The Split, televíziós sorozat; Melanie Aickman
- 2019-2021: Pennyworth, tévésorozat; Frances Gaunt
- 2020: Jöjj velem (Come Away); Eleanor Morrow
- 2019: The Importance of Being Oscar; tévé-dokumentumfilm; Lady Bracknell
- 2019: Timewasters, tévésorozat; Victoria
- 2019 Halál a paradicsomban (Death in Paradise), tévésorozat; Ciss Dacre
- 2018: Bizalom (Trust), tévésorozat; Penelope Kittson
- 2018: Agatha Christie – Az alibi (Ordeal by Innocence); Rachel Argyll
- 2018: The Happy Prince; Lydia Arbuthnott
- 2017: A Korona (The Crown); tévésorotar; Lady Rosse
- 2016: Az utolsó sárkányölő (The Last Dragonslayer); Stuffco elnök
- 2016: Grantchester bűnei (Grantchester), tévésorozat; Cece néni
- 2016: Jutalomjáték (The Carer); Milly
- 2014: Mapp & Lucia, tévésorozat; Emmeline „Lucia” Lucas
- 2014: Az ifjúság végrendelete (Testament of Youth); Mrs. Leighton
- 2014: Downton Abbey, tévésorozat; Lady Anstruther
- 2014: Londoni rémtörténetek (Penny Dreadful); Claire Ives
- 2012-2014: Pramface − Pofa be! (Pramface), tévésorozat; Janet Derbyshire
- 2014: Fleming – Rázva, nem keverve (Fleming), tévésorozat; Monday másodtiszt
- 2014: A kilences szám alatt (Inside No. 9); Elizabeth
- 2013: Noël Coward′s Private Lives; Amanda Prynne
- 2013: Majd újra lesz nyár (How I Live Now); Penn néni
- 2013: Pusztító páros (A Touch of Cloth); Hope Goodgirl
- 2011-2012: The Hour, tévésorozat; Lix Storm
- 2011: Hisztéria (Hysteria); Mrs. Bellamy
- 2011: Lewis – Az oxfordi nyomozó (Lewis); Judith Suskin
- 2011: Kísért a múlt (Waking the Dead), tévésorozat; Lucy Christie
- 2011: Vagányok - Öt sikkes sittes (Hustle); tévésorozat; Wendy Stanton
- 2010: Miranda, tévésorozat; Helena
- 2009-2010: Law & Order: UK, tévésorozat; Evelyn Wyndham
- 2010: A néma szemtanú (Silent Witness), tévésorozat; Karen Somerville főfelügyelő
- 2008: Agatha Christie: Marple, tévésorozat, „Miss Marple történetei – Könnyű gyilkosság c. rész; Lydia Horton
- 2008: Az én kis családom (My Family); Zelda Nobbs
- 2007: Karácsony a Riviérán (Christmas at the Riviera); Diane
- 2007: St. Trinian’s – Nem apácazárda (St. Trinian′s); Miss Bagstock
- 2005-2007: Kémvadászok (Breaking and Entering); Juliet Shaw
- 2006-2007: Halálos némberek (Suburban Shootout); Camilla Diamond
- 2007: Sherlock Holmes és a Baker Street-i vagányok (Sherlock Holmes and the Baker Street Irregulars); Irene Adler
- 2006: Bűnös viszonyok (Breaking and Entering); Kate
- 2005: A szégyen sivataga: Shakespeare és szonettjeinek rejtélye (A Waste of Shame: The Mystery of Shakespeare and His Sonnets); Anne Hathaway
- 2005: Pasik, London, Szerelem (The Best Man); Dana
- 2005: Galaxis útikalauz stopposoknak (The Hitchhiker′s Guide to the Galaxy); Questular Rontok
- 2004: ÖcsiKém 2. – A londoni küldetés (Agent Cody Banks 2: Destination London); Lady Josephine Kensworth
- 2003: Álmodozók (The Dreamers), az anya
- 2003: A negyedik X (Fortysomething), tévésorozat; Estelle Slippery
- 2003: Doc Martin olajra lép (Doc Martin and the Legend of the Cloutie), tévéfilm; Nicky Bowden
- 2003: Miről álmodik a lány? (What a Girl Wants); Glynnis Payne
- 2002: Bársony nyalóka (Tipping the Velvet), tévésorozat; Diana Lethaby
- 2001: Bizsergés (Crush); Molly
- 2001: A Cazalet család (The Cazalets), tévésorozat; Diana Mackintosh
- 2000: A hosszúsági fok (A hosszúsági fok), tévéfilm; Muriel Gould
- 1999: Szívet szívért (Heart); Nicola Farmer
- 1999: The Vice, tévésorozat; Dr. Christina Weir
- 1997: Az ember, aki túl keveset tudott (The Man Who Knew Too Little); Barbara Ritchie
- 1997: Az igazi tündérmese (FairyTale: A True Story); Peter Pan
- 1995-1997: Kavanagh QC, tévésorozat; Julia Piper
- 1990-1996: Jupiter Moon, tévésorozat; Mercedes Page
- 1995: Büszkeség és balítélet (Pride and Prejudice), tévésorozat; Miss Bingley
- 1994: Az elveszett hercegnő (Princess Caraboo); Mrs. Peake
- 1994: Tom és Viv (Tom & Viv); egy nő
- 1994: Négy esküvő és egy temetés (Four Weddings and a Funeral); Henrietta
- 1993: Agatha Christie: Poirot, tévésorozat, A csokoládésdoboz című rész; Virginie Mesnard
- 1992: Baleseti sebészet (Casualty), tévésorozat; Celia Morton
- 1992: Inspector Morse, tévésorozat; Sally Smith
- 1989: Killing Dad or How to Love Your Mother; bárhölgy

## További információ
- Anna Chancellor a PORT.hu-n (magyarul)
- Anna Chancellor az Internetes Szinkronadatbázisban (magyarul)
- Anna Chancellor az Internet Movie Database-ben (angolul)
- Anna Chancellor a Rotten Tomatoeson (angolul)
- Anne Chancellor az AlloCiné weboldalán (franciául)
- Anna Chancellor Profile (angol nyelven). famousfix.com. (Hozzáférés: 2023. január 19.)